# PhET 互動式模擬教材
PhET 動畫式互動模擬教材（英語：PhET Interactive Simulations）是一個由科羅拉多大學波德分校提出的非營利 開放教育資源計畫，以互動式探索的方式進行教學。它在2002年由諾貝爾獎得主卡爾·威曼創立。PhET的出現是為了改善科學領域的教學，而他們的目標是「藉由免費的互動模擬教材來讓更多人瞭解科學與數學」。
計畫的縮寫 "PhET" 原意是「物理教育科技」（英語：Physics Education Technology），但PhET涉及的範圍很快就擴展到了其他領域。PhET至今設計、開發並推出了超過125個在物理、化學、生物、地球科學和數學領域中的互動式模擬教材。這些模擬教材已經被翻譯成超過65種不同的語言，其中包含西班牙文、中文、德文和阿拉伯文，而且在 2011 年，PhET 的網站就有超過2500萬的瀏覽次數。
2011年10月，PhET動畫式模擬教材獲頒2011年微軟教育科技獎。微軟教育科技獎是由 創新科技博物館所頒發的獎項，對象為來自世界各地，製造出造福人類之科技的人或計畫。

## 外部鏈接
- PhET Interactive Simulations （页面存档备份，存于）
- YouTube Video （页面存档备份，存于） from The Tech Award on PhET Interactive Simulations